# Lower Penn
Lower Penn es una parroquia civil y un pueblo del distrito de South Staffordshire, en el condado de Staffordshire (Inglaterra).

## Geografía
Según la Oficina Nacional de Estadística británica, Lower Penn tiene una superficie de 7,43 km².

## Demografía
Según el censo de 2001, Lower Penn tenía 974 habitantes (48,67% varones, 51,33% mujeres) y una densidad de población de 131,09 hab/km². El 16,22% eran menores de 16 años, el 74,33% tenían entre 16 y 74, y el 9,45% eran mayores de 74. La media de edad era de 43,28 años. Del total de habitantes con 16 o más años, el 23,65% estaban solteros, el 63,48% casados, y el 12,87% divorciados o viudos.
Según su grupo étnico, el 93,44% de los habitantes eran blancos, el 0,31% mestizos, y el 5,95% asiáticos. La mayor parte (95,89%) eran originarios del Reino Unido. El resto de países europeos englobaban al 0,92% de la población, mientras que el 3,18% había nacido en cualquier otro lugar. El cristianismo era profesado por el 79,2%, el hinduismo por el 2,16%, y el sijismo por el 3,4%. El 10,09% no eran religiosos y el 5,15% no marcaron ninguna opción en el censo.
Había 375 hogares con residentes, 9 vacíos, y 3 eran alojamientos vacacionales o segundas residencias.